# ليندا كريستيان
ليندا كريستيان (بالإسبانية: Linda Christian)‏ (13 نوفمبر 1923 - 22 يوليو 2011) ممثلة سينمائية مكسيكية، ظهرت في هوليوود وفي السينما المكسيكية، عرفت أول دور فتاة جيمس بوند فاليري ماتيس.

## نشأتها
ولدت 13 فبراير عام 1923 في مدينة تامبيكو المكسيكية لأب ينحدر من أصل هولندي وأم مكسيكية ذات جذور ألمانية، وكانت هي أكبر أشقائها الثلاثة. وكانت منذ طفولتها كثيرة السفر مع والديها بحكم طبيعة عمل والدها المهندس، فعاشت في أكثر من بلد أوروبي وآسيوي، بالإضافة إلى بلدان في أمريكا اللاتينية والشرق الأوسط. وعرف عن ليندا كريستيان شغفها بتعلم اللغات الأجنبية فأتقنت 7 لغات، من بينها العربية والروسية.

## مسيرتها المهنية

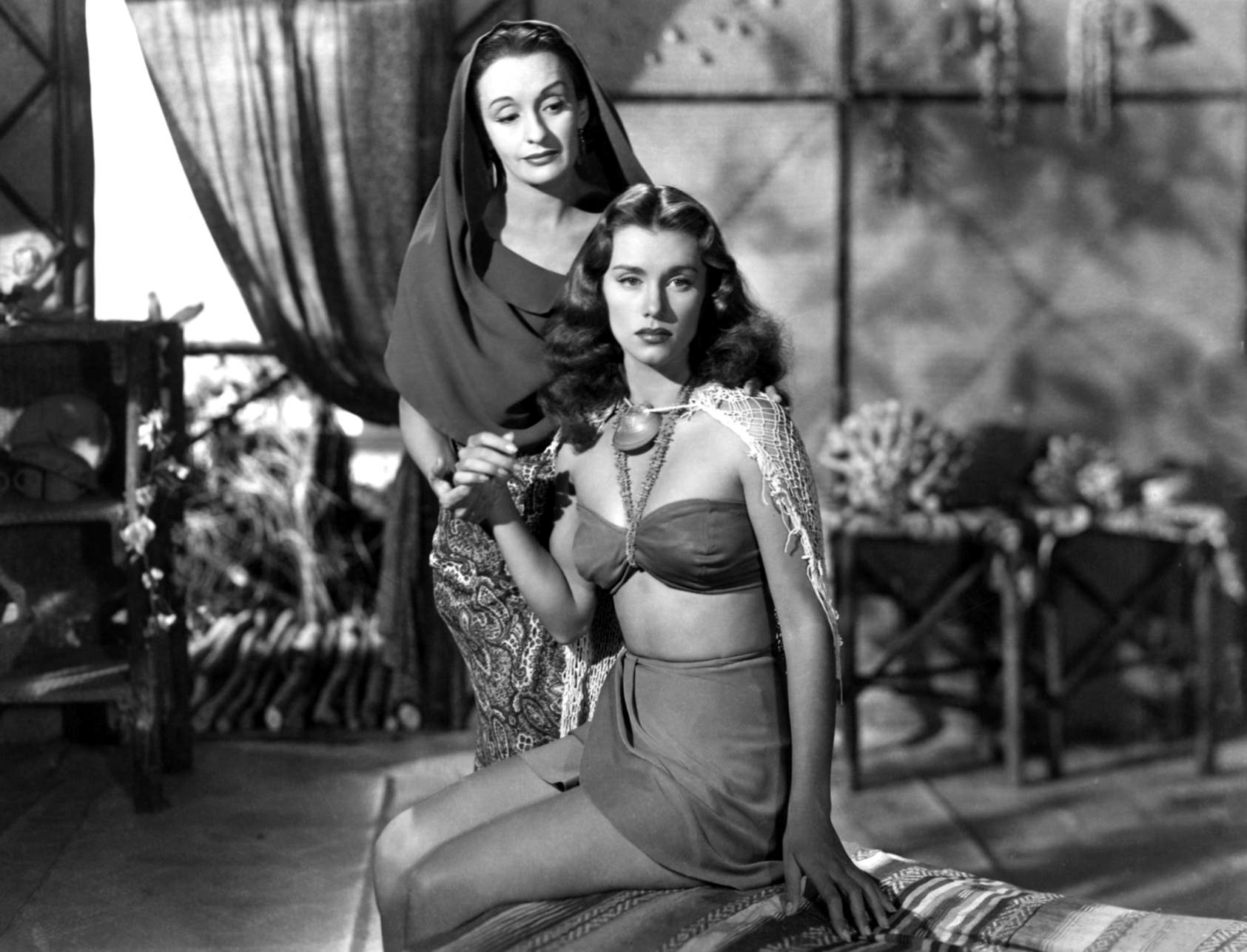
الممثلتان المكسيكيتان أندريا بالما وليندا كريستيان في فيلم طرزان وحوريات البحر (1948)

حققت الممثلة الراحلة انتشاراً واسعاً في بلادها حتى منتصف القرن الماضي، واشتهرت بأداء عدد من أدوار الإثارة، مما جعل مجلة «لايف» في أربعينات القرن الماضي إلى إطلاق لقب «القنبلة الجسدية» عليها. لعبت الصدفة دوراً محورياً في حياة الشابة الفاتنة بلانكا روزا والتر (اسم ليندا كريستيان الحقيقي)، لتصبح أحد رموز الأنوثة في هوليوود. ففي مطلع إقبالها على الحياة قررت الفتاة اليافعة الالتحاق بكلية الطب بعد إنهاء المرحلة التعليمية في المدرسة. لكن شاءت الأقدار ان تجمعها بالممثل الأسترالي إيرول فلين الذي وصف في حينه بأنه أكثر رجال السينما الأمريكية إثارة، فنصحها بالتوجه إلى هوليوود وممارسة التمثيل، خاصة وانها كانت قد ظهرت في أدوار ثانوية بعدد من الأعمال الفنية المكسيكية، فانتقلت إلى بيفرلي هيلز، حيث شاركت بعرض أزياء لفتت به انتباه مدير شركة «مترو غولدوين ماير» الروسي الأصل لويس ماير، فوقعت معه تعاقد عمل لمدة 7 سنوات.

## حياتها الشخصية
تزوجت ليندا كريستيان من الممثل تبارون باور في عام 1949 واستمرت العلاقة بينهما حتى 1956، توجت بإنجاب ابنتين، تارني التي سارت على خطى والدتها وأصبحت ممثلة، ورومينا باور التي اقترنت بالمغني الإيطالي الشهير البانو وشاركته النجاح في عالم الغناء. واصلت ليندا كريستيان عملها في هوليوود حتى بداية ستينات القرن المنصرم، ومن ثم عادت إلى بلدها حيث استكملت ما بدأت حياتها الفنية به من خلال التمثيل في المسلسلات المكسيكية، كان آخرها في عام 1988التي لعبت في عام 1954 أول دور فتاة جيمس بوند فاليري ماتيس أمام الممثل باري لينسن، في فيلم «كازينو روايل» التلفزيوني، وذلك قبل البدء بإنتاج سلسلة أفلام رجل المخابرات 007 عام 1962.

## وفاتها
أفادت وكالة «فرانس برس» في 25 يوليو عن وفاة الممثلة ليندا كريستيان التي لعبت في عام 1954 أول دور فتاة جيمس بوند فاليري ماتيس أمام الممثل باري لينسن، في فيلم «كازينو روايل» التلفزيوني، وذلك قبل البدء بإنتاج سلسلة أفلام رجل المخابرات 007 عام 1962. وفارقت الحياة 25 يوليو 2011 في بالم سبيرنغز في الولايات المتحدة عن عمر 87 عاماً، بسبب إصابتها بمرض عضال.

## روابط خارجية
- ليندا كريستيان على موقع IMDb (الإنجليزية)
- ليندا كريستيان على موقع ألو سيني (الفرنسية)
- ليندا كريستيان على موقع أول موفي (الإنجليزية)
- ليندا كريستيان على موقع قاعدة بيانات الأفلام السويدية (السويدية)
- ليندا كريستيان على موقع إن إن دي بي (الإنجليزية)
- ليندا كريستيان على موقع قاعدة بيانات الفيلم (الإنجليزية)
- ليندا كريستيان على موقع كينوبويسك (الروسية)